# Schreiber (Familienname)
Schreiber ist ein im deutschen Sprachraum verbreiteter Familienname.

## Herkunft und Bedeutung
Der Name geht auf die Berufsbezeichnung des Schreibers (lat. scriba) zurück. Als jüdischer Familienname ist er auch zu finden.

## Varianten
Varianten sind das Schweizerdeutsche „Schriber“ und „(von) Schreibers“, siehe Karl Franz Anton von Schreibers (1775–1852), österreichischer Naturwissenschaftler.

## Namensträger

### A
- Adalbert Schreiber (1895–1967), deutscher Politiker (CDU)
- Adele Schreiber (1872–1957), deutsche Politikerin, Frauenrechtlerin und Journalistin
- Adolf Schreiber (Komponist) (1881/1883–1920), böhmisch-deutscher Komponist und Dirigent
- Adolf Schreiber (Radsportler) (1913–1983), liechtensteinischer Radsportler
- Agnes Nath-Schreiber (1904–1975), deutsche Juristin
- Albert Schreiber (Fabrikant) (1875–1950), deutscher Keramiker und Fabrikant
- Albert Schreiber (Germanist), deutscher Germanist
- Albrecht Schreiber (1938–2022), deutscher Journalist, Autor und Verleger
- Alexander Schreiber (* um 1967), US-amerikanischer Biologe, Endokrinologe und Hochschullehrer
- Alexandra Schreiber (* 1963), deutsche Judoka
- Alfred Schreiber (Schauspieler, 1838) (1838–1910), österreichischer Schauspieler und Sänger
- Alfred Schreiber (Schauspieler, 1871) (1871–1927), deutscher Schauspieler
- Alfred Schreiber (General) (1892–1954), deutscher Generalmajor
- Alfred Schreiber (Pilot) (1923–1944), deutscher Luftwaffenoffizier
- Alfred Schreiber (Mathematiker) (* 1946), deutscher Mathematiker und Hochschullehrer
- Aloys Schreiber (1761–1841), deutscher Historiker, Ästhetiker und Literat
- Aloysia Schreiber (1827–1880), deutsche Äbtissin
- Andi Schreiber (Andreas Schreiber; * 1957), österreichischer Jazzmusiker
- Andreas Schreiber (Geologe) (1824–1907), deutscher Geologe und Hochschullehrer
- Andreas Schreiber (Regisseur) (* 1950), deutscher Filmregisseur
- Annelis Schreiber (1927–2010), deutsche Botanikerin
- Anton Schreiber (1925–2012), deutscher Industriekaufmann und Hochschullehrer
- Antonia Schreiber (* 1984), deutsche Harfenistin
- Arno Schreiber (1897–nach 1963), deutscher Politiker (NSDAP)
- Arno Schreiber (Professor) (* 1938), deutscher Verwaltungswissenschaftler und Oberstadtdirektor a. D.
- Arthur Schreiber (Verwaltungsjurist) (1849–1921), deutscher Verwaltungsjurist
- Arthur Schreiber (Politiker) (1893–1960), deutscher Politiker, Gewerkschafter und Widerstandskämpfer
- Astrit Schreiber (* 1957), deutsche Badmintonspielerin
- August Schreiber (Kaufmann) (1768–1847), deutscher Kaufmann und Politiker
- August Schreiber (Landrat) (1797–1869), deutscher Forstbeamter und Landrat
- August Schreiber (Politiker) (1806–1856), deutscher Gutsbesitzer und Abgeordneter
- August Schreiber (Missionar) (1839–1903), deutscher Pfarrer und Missionar
- August Schreiber (Mediziner) (1853–1927), deutscher Chirurg
- Axel Schreiber (* 1977), deutscher Schauspieler

### B
- Bernd Schreiber (Radsportler) (* 1948), deutscher Radsportler
- Bernd Schreiber (Schriftsteller) (* 1952), deutscher Journalist und Schriftsteller
- Bernd Schreiber (Verwaltungsjurist) (* 1960), deutscher Verwaltungsjurist
- Bernhard Schreiber (Karl Friedrich Bernhard Schreiber; 1833–1894), deutscher Architekt
- Boris Schreiber (1923–2008), französischer Schriftsteller

### C
- Carl Schreiber (Politiker) (1779–1826), deutscher Grundbesitzer und Politiker.
- Carl Schreiber (Unternehmer) (1832–1911), deutscher Hüttenunternehmer
- Carl Schreiber (Landrat) (1834–1910), deutscher Verwaltungsjurist
- Carl August Schreiber (1871–1931), deutscher Flötenbauer
- Carl Ludwig Schreiber (Politiker) (1803–1855), deutscher Jurist und Politiker
- Carl Ludwig Schreiber (Gartenarchitekt) (1903–1976), deutscher Gartenarchitekt und Hochschullehrer
- Caroline Schreiber (* 1962), deutsche Schauspielerin und Hörspielsprecherin
- Chantal Schreiber (* 1965), österreichische Schriftstellerin
- Charlotte Schreiber-Just (1914–2000), deutsche Schauspielerin und Hörspielsprecherin
- Christian Schreiber (Philosoph) (1781–1857), deutscher Philosoph
- Christian Schreiber (Bischof) (1872–1933), deutscher Geistlicher, Bischof von Meißen und Berlin
- Christian Schreiber (Mediziner) (1965–2016), deutscher Herzchirurg
- Christian Schreiber (Fußballspieler) (* 1977), österreichischer Fußballspieler
- Christian Schreiber (Ruderer) (* 1980), deutscher Ruderer
- Christof Schreiber (* 1967), deutscher Mathematikdidaktiker
- Christoph Schreiber (Organist) (1605–1639), deutscher Organist und Komponist
- Christoph Schreiber (Fotograf) (* 1970), Schweizer Fotograf, Installationskünstler und Regisseur
- Christoph Schreiber (Rechtswissenschaftler) (* 1980), deutscher Rechtswissenschaftler und Hochschullehrer
- Christopher Schreiber (* 1992), deutscher Basketballtrainer
- Clara Schreiber (1848–1905), österreichische Schriftstellerin
- Claudia Schreiber (* 1958), deutsche Journalistin und Autorin
- Constantin Schreiber (* 1979), deutscher Journalist und Nachrichtensprecher
- Cyrill Schreiber (* 1983), Schweizer Faustballspieler

### D
- Dan Schreiber (Daniel Schreiber; * 1985), US-amerikanischer Pokerspieler
- Daniel Schreiber (Autor) (* 1977), deutscher Autor und Journalist
- Daniel Schreiber (Politiker) (1779–1842), deutscher Gutsverwalter, Gutsbesitzer und Abgeordneter im Fürstentum Waldeck
- Daniel J. Schreiber (* 1965), deutscher Kunsthistoriker
- Daniela Schreiber (* 1989), deutsche Schwimmerin
- Darija Jurak Schreiber (* 1984), kroatische Tennisspielerin
- David Servan-Schreiber (1961–2011), französischer Mediziner, Neuropsychologe und Autor
- Detlef Schreiber (1930–2003), deutscher Architekt

### E
- Edith Schreiber-Wicke (* 1943), österreichische Autorin
- Edmond Schreiber (1890–1978), britischer Offizier, Gouverneur von Malta
- Eduard Schreiber (Politiker, 1816) (1816–1898), deutscher Fabrikant und Politiker, MdL Sachsen
- Eduard Schreiber (Politiker, 1876) (1876–1945), deutscher Politiker (SPD), MdL Preußen
- Eduard Schreiber (Filmemacher, 1876) (1876–1962), slowakischer Filmemacher
- Eduard Schreiber (Dichter) (1899–1963), deutscher Dichter
- Eduard Schreiber (Filmemacher, 1939) (* 1939), deutscher Dokumentarfilmer, Drehbuchautor und Übersetzer
- Edward Schreiber (1913–1981), US-amerikanischer Filmproduzent und Drehbuchautor
- Efraín Goldenberg Schreiber (* 1929), peruanischer Politiker
- Ekkehard Schreiber (1941–2008), deutscher Dirigent
- Elmar Schreiber (* 1952), deutscher Mathematiker, Physiker und Hochschullehrer
- Emanuel Schreiber (1852–1932), deutscher Rabbiner und Publizist
- Emil Schreiber (Schriftsteller) (1888–1972), Schweizer Lehrer und Schriftsteller
- Emil Schreiber (Zeichner) (* 1945), deutscher Zeichner
- Erhard Schreiber (1935–1993), deutscher Kommunikationswissenschaftler
- Erich Schreiber (1891–nach 1955), deutscher Verleger
- Erik Schreiber (* 1959), deutscher Schriftsteller, Herausgeber und Verleger
- Ernst Schreiber (Schauspieler) (1832–1892), deutscher Schauspieler und Theaterdirektor
- Ernst Schreiber (Mediziner) (1868–1929), deutscher Mediziner
- Ernst Schreiber (Erfinder) (1907–1980), deutscher Toningenieur und Erfinder
- Ernst Schreiber (Jurist) (1920/1921–2007), deutscher Jurist und Richter
- Eugen Schreiber (1877–1939), deutscher Uhrenfabrikant
- Eva-Maria Schreiber (1958–2023), deutsche Politikerin (Die Linke), MdB

### F
- Ferdinand Schreiber († 1849), deutscher Diener von Johann Wolfgang von Goethe, siehe Goethes Diener #Ferdinand Schreiber (1816)
- Ferdinand Schreiber (Fußballspieler), österreichischer Fußballspieler
- Ferdinand Schreiber (Fotograf) (1924–1998), österreichischer Fotograf
- Flora Rheta Schreiber (1918–1988), US-amerikanische Journalistin und Autorin
- Frank Schreiber (* 1973), deutscher Komponist, Sounddesigner und Musikproduzent
- Franz Schreiber (Fotograf) (1803–1892), deutscher Fotograf und Verleger
- Franz Schreiber (Jurist) (1870–1942), österreichischer Jurist
- Franz Schreiber (Glasmaler) (1878–1944), österreichischer Glasmaler
- Franz Schreiber (Politiker) (1897–1947), tschechischer Politiker
- Franz Schreiber (SS-Mitglied) (1904–1976), deutscher SS-Standartenführer
- Franziska Schreiber (* 1990), deutsche Autorin und Jugendfunktionärin
- Fred Schreiber (* 1970), österreichischer Hörfunkmoderator, Sänger und Fernsehsprecher
- Frederick C. Schreiber (früher Fritz Schreiber; 1895–1985), österreichisch-US-amerikanischer Komponist, Organist und Chorleiter
- Friedrich Schreiber (Erzbischof) (1819–1890), deutscher Geistlicher, Erzbischof von Bamberg
- Friedrich Schreiber (Politiker, I), deutscher Politiker (LDP/LDPD), MdL Thüringen
- Friedrich Schreiber (Journalist) (1932–2024), deutscher Journalist und Publizist
- Friedrich Schreiber (Politiker, 1934) (* 1934), deutscher Politiker (SPD), MdL Nordrhein-Westfalen
- Friedrich Schreiber-Weigand (1879–1953), deutscher Lehrer und Museumsleiter
- Fritz Schreiber (1895–1985), austroamerikanischer Komponist, Organist und Chorleiter, siehe Frederick C. Schreiber
- Fritz Schreiber (Politiker) (1905–1994), deutscher Politiker (SPD, SED)
- Fritz Schreiber (Architekt) (1910–1967), deutscher Architekt

### G
- Georg Schreiber (Glockengießer), deutscher Glockengießer
- Georg Schreiber (Kunsthandwerker) (Signatur Georgius Scriba; † 1644), Bernsteinkunsthandwerker aus Königsberg
- Georg Schreiber (Politiker) (1882–1963), deutscher Politiker (Zentrum) und Kirchenhistoriker
- Georg Schreiber (Journalist) (1921–1996), deutscher Mediziner und Journalist
- Georg Schreiber (Schriftsteller) (1922–2012), österreichischer Schriftsteller und Publizist
- Georg Schreiber (Fotograf) (* 1958), deutscher Fotograf
- Gerd Schreiber (1912–2004), deutscher Flottillenadmiral
- Gerhard Schreiber (Volkskundler) (1939–2010), österreichischer Volkskundler und Krippenforscher
- Gerhard Schreiber (Militärhistoriker) (1940–2017), deutscher Militärhistoriker
- Gerhard Schreiber (Theologe) (* 1978), deutscher Theologe und Sozialethiker
- Gerhard Andreas Schreiber (* 1960), deutscher Manager und Autor
- Gottfried Schreiber (1674–1743), deutscher Maler, siehe Johann Gottfried Schreiber
- Gottfried Schreiber (1918–2003), deutscher Veterinärmediziner und Standespolitiker
- Guido Schreiber (1799–1871), deutscher Mathematiker
- Günter Schreiber (* 1948), deutscher Heimatforscher
- Gustav Schreiber (Politiker) (1804–1872), deutscher Gutsbesitzer und Politiker
- Gustav Schreiber (Architekt, I), deutscher Architekt
- Gustav Schreiber (Architekt, 1847) (1847–1902), Schweizer Architekt
- Gustav-Adolf Schreiber (Künstler) (1889–1958), deutscher Maler und Bildhauer
- Gustav-Adolf Schreiber (Politiker) (* 1940), deutscher Kaufmann und Politiker (CDU), MdBB

### H
- Hanns-Martin Schreiber (* 1954), deutscher Pianist und Hochschullehrer
- Hannes Schreiber (* 1968), österreichischer Diplomat und Autor
- Hans Schreiber (Botaniker) (1859–1936), Botaniker
- Hans Schreiber (Politiker, 1894) (1894–1968), deutscher Politiker (CDU)
- Hans Schreiber (Politiker, 1896) (1896–nach 1943), deutscher Politiker (NSDAP)
- Hans Schreiber (Biophysiker) (1902–1968), deutscher Biophysiker und Hochschullehrer
- Hans Schreiber (Politiker, 1923) (1923–1999), deutscher Politiker (CSU)
- Hans Schreiber (Ökonom) (* 1949), deutscher Ökonom, Soziologe und Sammler
- Hans Henning Schreiber (1894–1968), deutscher Geistlicher, Dompropst in Ratzeburg
- Hans-Ludwig Schreiber (1933–2021), deutscher Rechtswissenschaftler, Rechtsphilosoph und Hochschullehrer
- Hans-Wilhelm Schreiber (1924–2004), deutscher Chirurg und Hochschullehrer
- Harald Schreiber (Politiker) (1929–1996), deutscher Politiker (CDU)
- Harald Schreiber (Künstler) (* 1952), österreichischer Künstler, Architekt und Designer
- Harrison Schreiber (* 2001), US-amerikanisch-deutscher Eishockeyspieler
- Hartmut Schreiber (* 1944), deutscher Ruderer
- Hedda Heuser-Schreiber (1926–2007), deutsche Ärztin, Journalistin und Politikerin (FDP)
- Heinrich Schreiber (Politiker) (um 1445–nach 1531), Parteigänger der Reformation, Bergbauunternehmer in Wernigerode und Bürgermeister von Halberstadt
- Heinrich Schreiber (Mathematiker) (1492–1525), deutscher Mathematiker und Astronom
- Heinrich Schreiber (Historiker) (1793–1872), deutscher Historiker und Moraltheologe
- Heinrich Schreiber (Pastor) (1864–1936), deutscher Theologe, Pastor, Publizist
- Heinrich Schreiber (Bibliothekar) (1900–1942), deutscher Bibliothekar
- Heinz Schreiber (* 1942), deutscher Politiker (SPD)
- Helmut Schreiber (Schauspieler) (1925–1995), deutscher Schauspieler und Schriftsteller
- Helmut Schreiber (Leichtathlet) (* 1955), deutscher Leichtathlet
- Helmut Ewald Schreiber (1903–1963), deutscher Filmproduzent und Zauberkünstler, siehe Kalanag
- Henning Schreiber (Münzmeister) (um 1580–1640), deutscher Stempelschneider und braunschweig-lüneburgischer Münzmeister
- Henning Schreiber (Afrikanist) (* 1973), deutscher Afrikanist
- Herbert Schreiber (1932–2016), Vizepräsident des Landesgerichts Graz, Spezialist für österreichisches Exekutionsrecht und Kurator des Blindeninstituts Graz
- Hermann Schreiber (Maler) (1864–1925), deutscher Maler
- Hermann Schreiber (Rabbiner) (1882–1954), deutscher Publizist und Rabbiner
- Hermann Schreiber (Schriftsteller) (1892–1951), deutscher Schriftsteller und Verleger
- Hermann Schreiber (Pilot) (1909–2003), Schweizer Pilot
- Hermann Schreiber (Historiker) (1920–2014), österreichischer Historiker und Schriftsteller
- Hermann Schreiber (Journalist) (1929–2020), deutscher Journalist und Fernsehmoderator
- Hermann Schreiber (Physiker) (1932–2023), deutscher Physiker an der Universität Hohenheim
- Hermann Schreiber (Politiker) (* 1938), deutscher Politiker (CSU)
- Hieronymus Schreiber († 1547), deutscher Astronom
- Hilde Schreiber (* 1926), österreichische Filmschauspielerin
- Hiltigund Schreiber (1939–2023), österreichische Kunsthistorikerin
- Horst Schreiber (Fußballspieler) (* 1929), deutscher Fußballspieler
- Horst Schreiber (Historiker) (* 1961), österreichischer Historiker und Hochschullehrer
- Horst Georg Schreiber (1928–2010), deutscher Jurist und Sportfunktionär
- Hugo Schreiber (1919–2007), bessarabiendeutscher Jurist
- Hugo Paul Schreiber-Uhlenbusch (1905–1978), deutscher Schriftsteller

### I
- Ingrid Fischer-Schreiber (* 1956), österreichische Sinologin und Buddhologin
- Ilse Schreiber (1886–1980), deutsche Schriftstellerin
- Irene Schreiber (1921–2019), deutsche Grafikerin und Illustratorin

### J
- Jacky Schreiber (* 1961), venezolanischer Komponist
- Jakob Schreiber (Chemiker) (1921–1992), Schweizer Chemiker
- Jakob Ferdinand Schreiber (1809–1867), deutscher Verleger
- Jasmin Schreiber (* 1988), deutsche Schriftstellerin und Bloggerin

- Jean-Claude Servan-Schreiber (1918–2018), französischer Journalist und Politiker
- Jean-Jacques Servan-Schreiber (1924–2006), französischer Journalist, Essayist und Politiker
- Jean-Louis Servan-Schreiber (* 1937), französischer Journalist
- Jens Schreiber (Politiker) (1942–2002), deutscher Unternehmer und Politiker (CDU)
- Jens Schreiber (Schwimmer) (* 1982), deutscher Schwimmer
- Joachim Schreiber (* 1964), deutscher Kirchenmusiker
- Johann Schreiber (Politiker, 1845) (1845–1906), österreichischer Politiker (CS)
- Johann Schreiber (Politiker, 1881) (1881–1935), deutscher Politiker (DDP)
- Johann Friedrich Schreiber (1705–1760), deutscher Mediziner und Botaniker
- Johann George Schreiber (1676–1750), deutscher Kupferstecher und Verleger
- Johann Gottfried Schreiber (1674–1743), deutscher Maler
- Johann Heinrich Schreiber (1797–1871), deutscher Politiker
- Johann Matthias Schreiber (1716–1771), deutscher Orgelbauer
- Johannes Schreiber (Benediktiner) (1731–1805), Einsiedler Mönch und Schulpädagoge
- Johannes Schreiber (Maler) (* 1921), rumänisch-österreichischer Maler, Grafiker und Kunstpädagoge
- Johannes Schreiber (Theologe) (1927–2016), deutscher Theologe
- John Schreiber (John H. K. Schreiber; 1961–2008), US-amerikanischer Geistlicher, Bischof von Southeast Michigan
- Jonathan Schreiber (* 1997), deutscher Ruderer
- Josef Schreiber (Mediziner) (1835–1908), österreichischer Balneologe
- Josef Schreiber (Tiermediziner) (1890–1970), österreichischer Tiermediziner und Hochschullehrer
- Josef Schreiber (Verwaltungsjurist), deutscher Verwaltungsjurist
- Josef Schreiber (Soldat) (1919–1945), deutscher Oberfeldwebel
- Joseph Schreiber (1899–1972), deutscher Verwaltungsjurist, Landrat, Verwaltungsgerichtsdirektor und Regierungsvizepräsident von Niederbayern
- Juliane Marie Schreiber (* 1990), deutsche Politologin, Publizistin und Autorin
- Julius Schreiber (1848–1932), deutscher Internist und Hochschullehrer
- Jürgen Schreiber (General) (* 1926), deutscher Jurist und General
- Jürgen Schreiber (Journalist) (1947–2022), deutscher Reporter und Journalist

### K
- Karin Dengler-Schreiber (* 1947), deutsche Historikerin
- Karl Schreiber (Jurist) (1858–1933), österreichischer Jurist
- Karl Schreiber (Architekt) (1897–1983), deutscher Architekt
- Karlheinz Schreiber (* 1934), deutscher Waffenhändler
- Karl-Heinz Schreiber (Politiker) (* 1940), deutscher Politiker (SPD)
- Karl-Heinz Schreiber (Lyriker) (1949–2014), deutscher Schriftsteller und Lyriker
- Karl Ludwig Schreiber (1910–1961), deutscher Schauspieler
- Karl Wilhelm Schreiber, eigentlicher Name von Aale-Aale (1892–1970), deutsches Stadtoriginal
- Karoline Schreiber (* 1969), Schweizer Künstlerin und Comiczeichnerin
- Klaus Schreiber (Chemiker) (1927–2009), deutscher Chemiker
- Klaus Schreiber (Bibliothekar) (* 1940), deutscher Bibliothekar
- Klaus Schreiber (Rechtswissenschaftler) (* 1948), deutscher Rechtswissenschaftler und Hochschullehrer
- Klaus Schreiber (Schauspieler) (* 1959), deutscher Schauspieler
- Klaus Schreiber (Fußballspieler) (* 1968), österreichischer Fußballspieler
- Konrad Schreiber (1815–1891), deutscher Hochschullehrer für Hufbeschlag
- Krystyna Schreiber (* 1976), deutsche Journalistin
- Kurt Schreiber (Generalleutnant) (1875–1964), deutscher Generalleutnant der Wehrmacht
- Kurt Schreiber (Ministerialrat) (1885–1951), deutscher Offizier und Ministerialrat im Reichsluftfahrtministerium
- Kurt Schreiber (Generalrichter) (1894–1963), deutscher Generalrichter am Reichskriegsgericht
- Kurt Schreiber (SS-Mitglied) (1911–1971), deutscher SS-Hauptscharführer, Kommandoführer und Kriegsverbrecher
- Kurt Schreiber (Leichtathlet), deutscher Geher, Silbermedaillengewinner bei den Deutschen Leichtathletik-Meisterschaften 1963 und 1964
- Kurt Schreiber (Schachspieler) (* 1946), deutscher Fernschachspieler, Verdienter Internationaler Meister der FIDE
- Kurt Schreiber (Fußballspieler) (* 1955), österreichischer Fußballspieler

### L
- Laura Schreiber (* 1963), deutsche Medizinphysikerin, Hochschullehrerin und Verbandsfunktionärin
- Liev Schreiber (* 1967), US-amerikanischer Schauspieler
- Lorenz Schreiber (vor 1643–nach 1704), Schweizer Bildhauer
- Lotte Schreiber (* 1971), österreichische Filmemacherin und Künstlerin
- Louis Schreiber (Musiker) (1827–1910), deutscher Musiker und Arrangeur
- Louis Schreiber (Architekt) (eigentlich Ludwig Schreiber; 1850–1930), deutscher Architekt
- Ludwig Schreiber (Landschaftsarchitekt) (1903–1976), deutscher Landschaftsarchitekt
- Ludwig Schreiber (Ingenieur) (1928–2021), deutscher Ingenieur
- Lukas Schreiber (* 1963), deutscher Pflanzenphysiologe und Hochschullehrer

### M
- Manfred Schreiber (1926–2015), deutscher Jurist und Polizeibeamter
- Marie Schreiber (* 2003), luxemburgische Radrennfahrerin
- Marina Schreiber (* 1958), deutsche Malerin und Bildhauerin
- Marion Schreiber (1942–2005), deutsche Journalistin und Autorin
- Mark Schreiber, Baron Marlesford (1931–2025), britischer Politiker (Conservative Party)
- Markus Schreiber (* 1960), deutscher Politiker (SPD)
- Martin Schreiber (1879–1961), österreichischer Politiker (CS, ÖVP)
- Martin J. Schreiber (* 1939), US-amerikanischer Politiker (Wisconsin)
- Mary-Edith Schreiber (1921–2014), deutsche Schauspielerin und Hörspielsprecherin
- Mathias Schreiber (1943–2019), deutscher Journalist und Publizist
- Matthias Schreiber (* 1958), deutscher Violoncellist
- Max Schreiber (Politiker, 1869) (Oskar Max Schreiber; 1869–1929), deutscher Landwirt und Politiker (DRP, DNVP), MdL Sachsen
- Max Schreiber (Komponist) (1890–nach 1951), deutscher Geistlicher, Komponist und Musikwissenschaftler
- Max Schreiber (Forstwissenschaftler) (1894–1978), deutscher Forstwissenschaftler
- Max Schreiber (Politiker, 1920) (1920–??), deutscher Bergmann und Politiker, MdV
- Max Schreiber (Neonazi) (* 1987), Neonazi-Kader und Demonstrations-Veranstalter, Freie Sachsen, ehemaliger NPD-Politiker
- Michael Schreiber (Theologe) (1662–1717), deutscher lutherischer Theologe
- Michael Schreiber (Maler) (1949–2012), deutscher Maler
- Michael Schreiber (Physiker) (* 1954), deutscher Physiker
- Michael Schreiber (Sprachwissenschaftler) (* 1962), deutscher Sprachwissenschaftler
- Michi Schreiber (* 1996), deutsche Primatologin, Autorin und Influencerin

### N
- Nancy Schreiber (* 1949), US-amerikanische Kamerafrau
- Nelly Schreiber-Favre (1879–1972), Schweizer Juristin
- Nicolas Samuel Lietzau-Schreiber (* 1991), deutscher Autor
- Norbert Schreiber (* 1949), deutscher Rundfunkjournalist und Herausgeber

### O
- Olaf Schreiber (* 1969), deutscher Fußballspieler
- Oskar Schreiber (Geodät) (1829–1905), deutscher Geodät
- Oskar Schreiber (Politiker) (1844–1927), deutscher Politiker, MdL Waldeck
- Otto Schreiber (Anarchist) (Otto Franz Schreiber; 1868–1917), deutsch-britischer Anarchist
- Otto Schreiber (Techniker) (1882–1925), deutscher Röntgentechniker und Fotograf
- Otto Schreiber (Jurist) (1882–1929), deutscher Jurist und Hochschullehrer
- Otto Schreiber (Politiker) (1897–1946), deutscher Jurist und Kommunalpolitiker
- Otto Schreiber (Diplomat), deutscher Diplomat
- Otto Andreas Schreiber (1907–1978), deutscher Maler
- Otto Wilhelm August Schreiber (auch Otto W. A. Schreiber; 1884–1967), deutscher Reeder
- Ottomar Schreiber (1889–1955), deutsch-litauischer Politiker

### P
- Pablo Schreiber (* 1978), amerikanischer Schauspieler
- Pät Schreiber (* 1987), Schweizer Fernsehmoderator
- Patrick Schreiber (* 1979), deutscher Politiker (CDU)
- Paul Schreiber (Meteorologe) (1848–1924), deutscher Meteorologe
- Paul Schreiber (Mediziner) (1855–1920), deutscher Mediziner
- Peter Schreiber (Mathematiker) (* 1938), deutscher Mathematiker
- Peter Schreiber (Journalist) (* 1952), deutscher Journalist
- Peter Schreiber (Musiker, 1954) (1954–2010), niederländischer Singer-Songwriter
- Peter Schreiber (Leichtathlet) (* 1964), deutscher Speerwerfer
- Peter Schreiber (Musiker, 1965) (* 1965), österreichischer Musiker und Dirigent
- Peter Schreiber (Politiker) (* 1973), deutscher Politiker (Die Heimat) und Journalist, Geschäftsführer und Chefredakteur der Parteizeitung „Deutsche Stimme“
- Peter Conrad Schreiber (1816–1894), deutscher Maler

### R
- Ralf Schreiber (* 1959), deutscher Schachfunktionär
- Ralph Schreiber (* 1971), deutscher politischer Beamter (CDU)
- Reiner Schreiber (1941–2004), deutscher Politiker (CDU)
- Reinhard Schreiber (* 1941), deutscher Kinderarzt, Kardiologe und Schriftsteller
- Ricardo Rivera Schreiber (1892–1969), peruanischer Diplomat und Politiker
- Richard Schreiber (1904–1963), deutscher Maler, Grafiker und Illustrator
- Robert D. Schreiber (* 1946), US-amerikanischer Immunologe
- Rolf Schreiber (* vor 1959), deutscher Finanzwirt, Betriebsprüfer und Fachautor
- Rosa Schreiber-Freissmuth (1913–1996), österreichische Gerechte unter den Völkern
- Rose Schreiber (* 1962), deutsche Bildhauerin
- Rossi Schreiber, deutsche Comic-Verlegerin und Übersetzerin
- Rudolf von Schreiber (1848–1911), deutscher Jurist und Politiker
- Rudolf Schreiber (Polizist) (1849–1935), deutscher Polizist
- Rudolf Schreiber (Landrat) (1889–nach 1955), deutscher Landrat
- Rudolf Schreiber (Agrarwissenschaftler) (1897–1984), deutscher Agrarwissenschaftler und Hochschullehrer
- Rudolf Schreiber (Archivar) (1907–1954), deutscher Archivar und Historiker
- Rudolf L. Schreiber (1940–2021), deutscher Publizist und Unternehmensberater

### S
- Sandra Schreiber (* 1987), deutsche Schauspielerin
- Sarah Schreiber (Schauspielerin) (* 1982), US-amerikanische Schauspielerin und Wrestling-Moderatorin
- Sarah Schreiber (Auktionatorin) (* 1987), deutsche Auktionatorin
- Sebastian Schreiber (* 1990), deutscher Hörfunkmoderator und Journalist
- Siegfried Schreiber (1928–1988), deutscher Bildhauer, Maler und Zeichner
- Siegfried Schreiber (Radsportler), (* 1953), deutscher Radrennfahrer
- Stefan Schreiber (Mediziner) (* 1962), deutscher Internist und Hochschullehrer
- Stefan Schreiber (Jazzmusiker) (* 1966), deutscher Klarinettist und Saxofonist
- Stefan Schreiber (Theologe) (* 1967), deutscher Theologe
- Stuart Schreiber (* 1956), US-amerikanischer Biochemiker
- Susanne Schreiber (Journalistin) (* 1960), deutsche Journalistin
- Susanne Schreiber (* 1976), Professorin für Theoretische Biologie (Neurophysiologie) an der Humboldt-Universität zu Berlin
- Suzanne Schreiber (1895–1976), französische Politikerin, siehe Suzanne Crémieux
- Sybil Schreiber (* 1963), deutsch-schweizerische Kolumnistin und Autorin
- Syna Schreiber (* 1978), deutsche Tennisspielerin

### T
- Theo Schreiber (1927–2017), deutscher Geograph
- Theodor Schreiber (1848–1912), deutscher Archäologe und Kunsthistoriker
- Therese Schreiber (1889–nach 1945), österreichisches Opfer des Nationalsozialismus
- Thomas Schreiber (Journalist, 1929) (1929–2015), ungarisch-französischer Journalist
- Thomas Schreiber (Journalist, 1959) (* 1959), deutscher Journalist
- Thomas Schreiber (Physiker) (* 1960), deutscher Physiker und Informatiker
- Thomas Schreiber (Bobfahrer), Schweizer Bobfahrer
- Tim Schreiber (* 2002), deutscher Fußballtorwart
- Tobias Schreiber (Pfarrer) († 1729), deutscher Pfarrer
- Tobias Schreiber (Künstler) (* 1983), deutscher Künstler
- Tom Schreiber (* 1978), deutscher Politiker (SPD)
- Torben Schreiber, deutscher Klassischer Archäologe

### U
- Ulrich Schreiber (Autor) (1936–2007), deutscher Musik- und Theaterkritiker
- Ulrich Schreiber (Biochemiker) (* 1942), deutscher Biochemiker und Pflanzenphysiologe
- Ulrich Schreiber (Wirtschaftswissenschaftler) (* 1950), deutscher Wirtschaftswissenschaftler
- Ulrich Schreiber (Kulturmanager) (* 1951), deutscher Kulturmanager
- Ulrich Schreiber (Geologe) (* 1956), deutscher Geologe und Schriftsteller
- Ulrike Schreiber (* 1954), deutsche Politikerin (CDU)
- Urs Schreiber (* 1974), Mathematiker

### V
- Verena Schreiber (* 1976), deutsche Geographiedidaktikerin

### W
- Wally Schreiber (* 1962), deutsch-kanadischer Eishockeyspieler
- Walter Schreiber (Musiker) (* 1953/1954), deutscher Violinist
- Walter Paul Schreiber (1893–1970), deutscher Generalarzt
- Walther Schreiber (1884–1958), deutscher Politiker (DDP)
- Walther Schreiber (Dramatiker) (Pseudonym Wilhelm Kreuz; 1887–1969), deutscher Dramatiker, Journalist und Schriftsteller
- Waltraud Schreiber (* 1956), deutsche Geschichtsdidaktikerin und Hochschullehrerin
- Werner Schreiber (* 1941), deutscher Politiker (CDU)
- Wilfrid Schreiber (1904–1975), deutscher Sozialökonom
- Wilfried Schreiber (Militärökonom) (* 1937), deutscher Ökonom, Philosoph, Friedensforscher und Oberst der Nationalen Volksarmee
- Wilhelm Schreiber (Historiker) (Friedrich Anton Wilhelm Schreiber; 1827–1904), deutscher Historiker
- Wilhelm Schreiber (Politiker) (1896–1969), deutscher Politiker (SPD)
- Wilhelm Ludwig Schreiber (1855–1932), deutscher Bibliothekar, Kunsthistoriker und Kunstsammler
- Wilhelm Paul Schreiber (1893–1918), deutscher Militärpilot
- Willi Helmut Schreiber (1917–2008), deutscher SS-Sturmbannführer
- Wolfgang Schreiber (Jurist) (1936–2024), deutscher Verwaltungsjurist
- Wolfgang Schreiber (Musikkritiker) (* 1939), deutscher Musikkritiker
- Wolfgang Schreiber (Mediziner) (1956–2022), deutscher Psychiater, Psychotherapeut und Psychosomatiker
- Wolfgang Schreiber (Leichtathlet), deutscher Langstreckenläufer